# ジェイエフエー
株式会社ジェイエフエーはかつて東京都中央区に本社を置いていた企業。スポーツイベントの公式グッズの販売や、テレビ局のキャラクターグッズショップの運営を行っていた。

## 沿革
1941年、古平徽章製作所創業。1995年4月20日に株式会社コダイラのイベント事業部から独立し、株式会社ジェイエフエー設立。1998年2月には長野オリンピックの公式ショップを出店、その後も世界陸上や国民体育大会、北京オリンピックなど各種スポーツイベントでの公式ライセンスグッズの販売を行った。
テレビ局とのつながりも強く、東京キャラクターストリートやテレビ局主催イベントでのグッズ販売を受託。2010年1月には同社が大半を出資する有限責任事業組合により、フジテレビ系の『めざましテレビ』とコラボレーションした物産館「銀座めざマルシェ」を出店、同6月には関係会社のジャパン・プランニング・サービスにより、イオンモールKYOTOにTV ENTAME STOREをオープンさせた。テレビ局やスポーツ関連の物販は好調であったものの、投資額の大きい銀座と京都の店舗の客足が延びず、資金繰りが悪化。2010年11月24日に、関係会社のジャパン・プランニング・サービス共々東京地方裁判所に自己破産を申請。翌25日に2社共破産手続き開始決定を受けた。負債総額は17億円。